# کانیفای
کانیفای یک روستا و منطقه شهرداری در ایالت یاپ در ایالات فدرال میکرونزی است. این منطقه در جنوب باختری آبخوست یاپ قرار دارد.

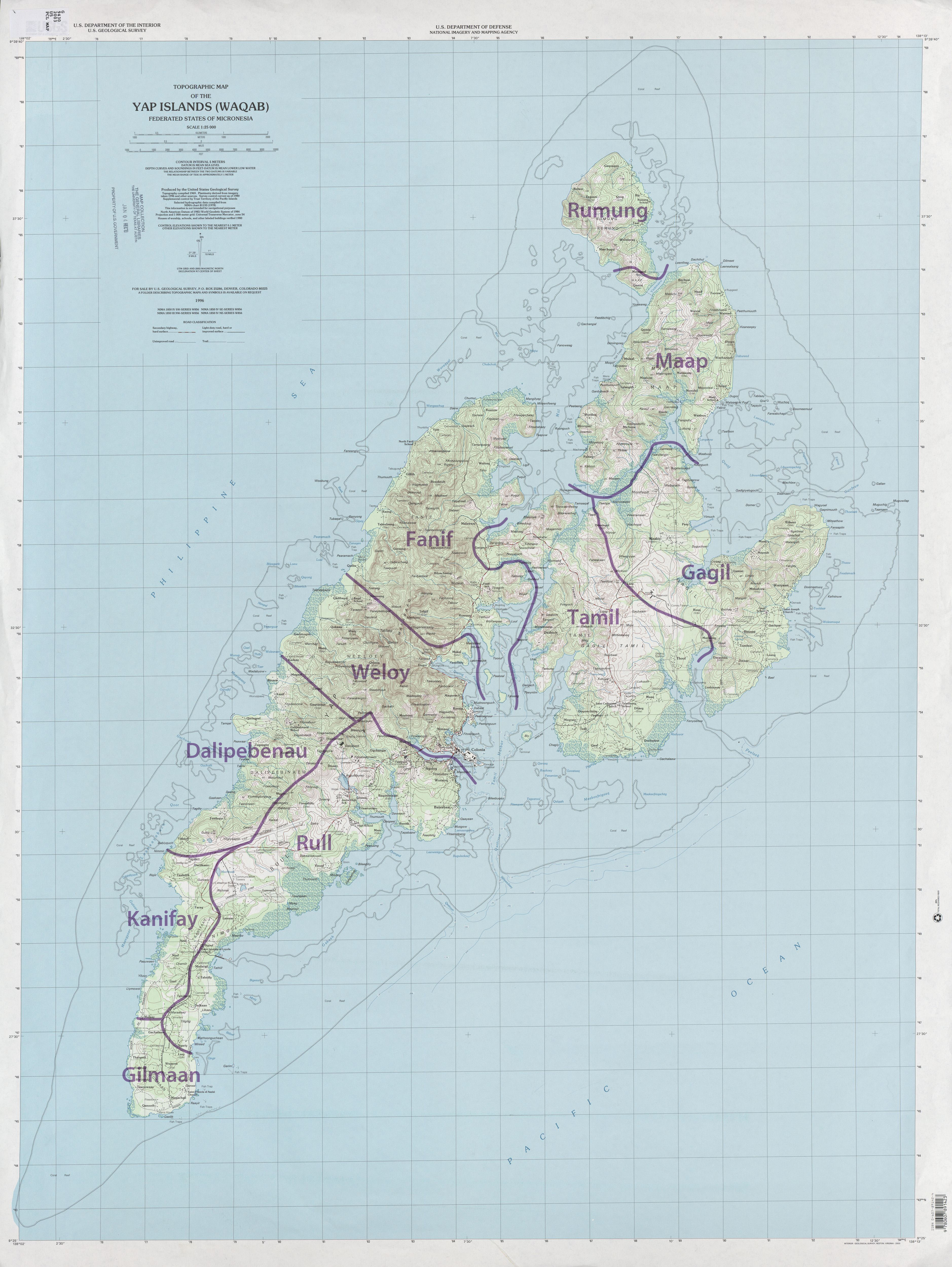
منطقه‌های شهرداری آبخوست یاپ